# Jerzmanowice (Jerzmanowice-Przeginia)

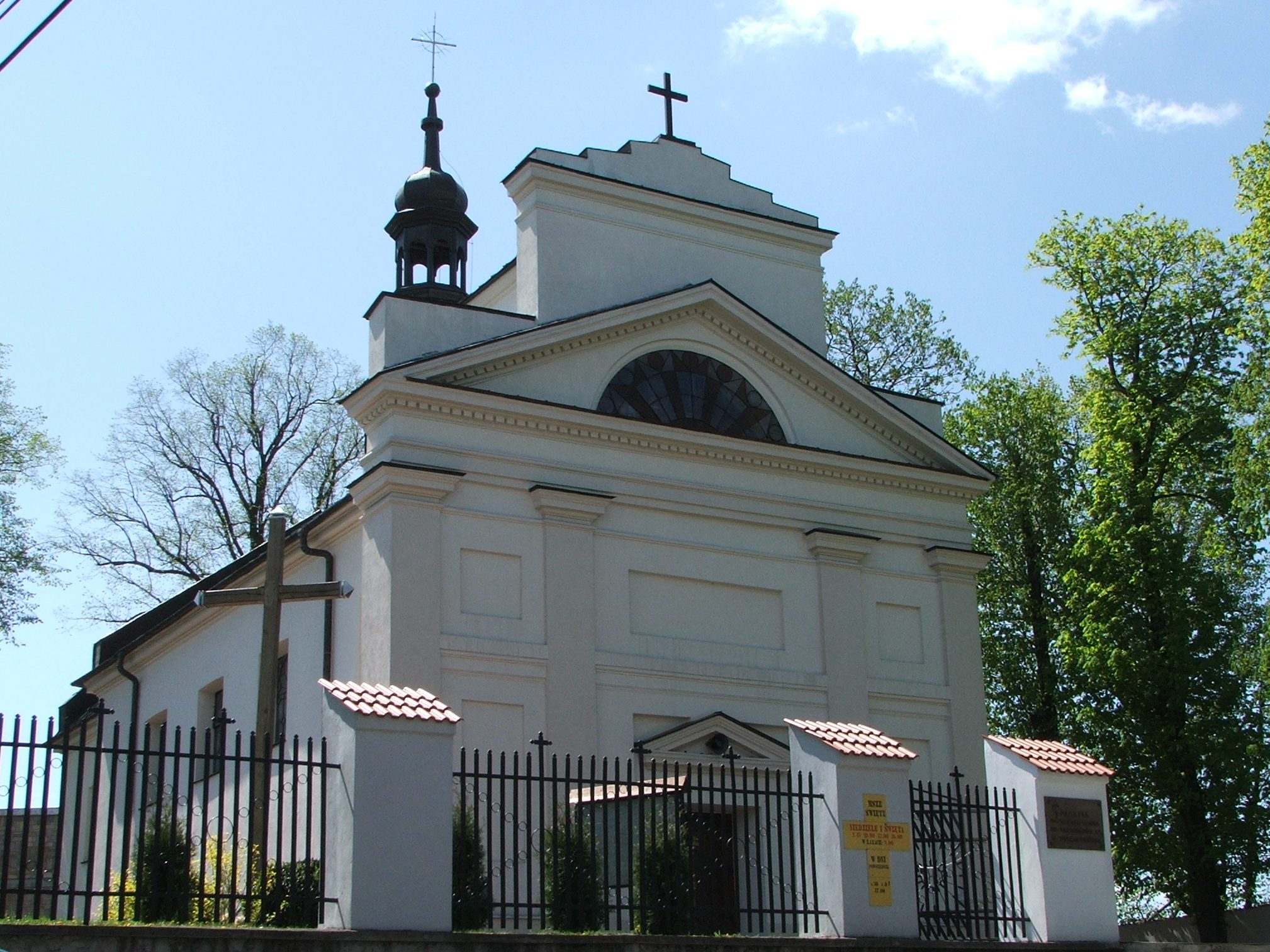
Kirche St. Bartolomä

Jerzmanowice ist ein Dorf der Landgemeinde (gmina wiejska) Jerzmanowice-Przeginia im Powiat Krakowski in der Woiwodschaft Kleinpolen in Polen. Der Ort ist auch Sitz der Landgemeinde.

## Geografie
Jerzmanowice liegt im Krakau-Tschenstochauer Jura.
Durch die Gemeinde verläuft die Droga krajowa 94.

## Geschichte
In den Jahren 1335–1337 wird in Hermanni(i) Villa eine Kirche (am wahrscheinlichsten aus Holz) erwähnt. Später wurde das Dorf als Yrzmanouicz (1350), Hermanovicz (1354–1356), Irzmanouice (1356), Ismarovicz (1388), Hierzmanouice (1393), Irmanouicz (1394), Jersmanouycz (1395), Jirzmanouicz, Irsmanouicze (1397), Jrzmanowicze (1405), Hyrzmanowicze (1416), Girzmanouicze (1421), Kirmanowicz (1422), Hermanowycze (1470–1480), Jrszmanowicze (1497), Vrzmanovycze (1500), Irzmanowa (1512), Ierzmanowice (1564), Irzmanowice (1680, 1765), Irzmanowice albo Hermani Villa (1787) bezeichnet.  Der Name ist patronymisch abgeleitet vom Vornamen Herman bzw. Irzman, Hirzman, Jerzman (≤ deutsch Hermann;) mit typischem slawischen Suffix -(ow)ice (vorläufig -owa im Jahr 1512).
Der Ort lag an der wichtigsten Handelsroute von Krakau durch Bytom nach Breslau, die Via Regia und gehörte zum Königreich Polen (ab 1569 in der Adelsrepublik Polen-Litauen), Woiwodschaft Krakau, Kreis Proszowice. Bei der dritten Teilung Polens wurde Jerzmanowice 1795 Teil des habsburgischen Kaiserreichs. In den Jahren 1807–1815 gehörte das Dorf zum Herzogtum Warschau, 1815 bis 1918 wurde es Teil des Kongresspolens.
1789 hatte das Dorf 662 Einwohner und 115 Häuser und 1827 waren es 832 Einwohner und 114 Häuser.
1918, nach dem Ende des Ersten Weltkriegs wurde es Teil Polens. Unterbrochen wurde dies nur durch die Besetzung Polens durch die Wehrmacht im Zweiten Weltkrieg. Es gehörte dann zum Generalgouvernement.
Zwischen 1973 und 1976 war das Dorf der Sitz der Gmina Jerzmanowice und war Teil der Woiwodschaft Krakau.

## Gemeinde
Zur Landgemeinde (gmina wiejska) Jerzmanowice-Przeginia gehören folgende Ortsteile mit einem Schulzenamt:
Czubrowice, Gotkowice, Jerzmanowice, Łazy, Przeginia, Racławice, Sąspów und Szklary.
Weitere Ortschaften der Gemeinde sind Na Księżym Polu und Pod Skałą.